# Santa Clara (1853)
La goleta Santa Clara fue un buque de Buenos Aires que participó de la Guerra entre la Confederación Argentina y el Estado de Buenos Aires.

## Historia
El 1 de febrero de 1853 el Estado de Buenos Aires adquirió la goleta de la matrícula mercante de Buenos Aires Luisa por 200000 pesos moneda corriente. Aunque en la operación constaba como vendedor Patricio Fleming, la Luisa era "conocida como propiedad del señor Galeano".
El 3 de febrero fue redenominada Santa Clara y se integró a la escuadra del estado rebelde al mando de José Murature. El mando le costó a Murature su patrimonio: poco después de asumirlo solicitaba (con éxito) un resarcimiento por cuanto cuando "le ordenaron tomase el mando de la goleta Santa Clara hizo presente que tenía un establecimiento en la boca del Riachuelo, el que tan luego los sublevados tuvieron noticia, se echaron sobre dicho establecimiento que constituía toda su fortuna".
Armada con un cañón giratorio de a 20, dos de a 6 y dos de a 4 y tripulada con 36 hombres participó de las acciones contra la Confederación Argentina, especialmente del Combate de Martín García (1853) en que la escuadra porteña al mando de Floriano Zurowski fue derrotada por la escuadra nacional. En la derrota, sólo Murature, su hijo Alejandro y el comandante del Chacabuco Rafael Pittaluga, fallecido en la acción, fueron exceptuados de la crítica por impericia que alcanzó a los comandantes porteños. 
En su parte, Zurowski recomienda al buque y a su comandante:"Los vapores Merced y el Americano (Constitución) se dirigieron contra nuestra valiente Santa Clara y el Chacabuco que formaba el flanco N de nuestra línea. La Santa Clara largó prontamente sus velas dirigiéndose al Merced con el objeto de abordarlo por la proa lo que evitando este le hizo una descarga la que la Santa Clara contestó de un modo digno.
Me permitiré llamar la atención sobre la rara combinación de las bellas cualidades tanto de este buque como de su personal así como la serenidad remarcable del esperimentado marino demostrada por su Comandante D José Muratori á quien todo su Estado Mayor y la tripulación considera más como á padre que como á superior.
Un oficial de marina de cualquier nación del mundo que hubiera presenciado á aquel buque girar para atravesar la popa del bergantín, entre la escuadra enemiga, burlando con su fuego los designios de esta, y en medio de las averias que habia sufrido por haber amenazado ruina á todos y cada uno de los buques enemigos, rehacer inmediatamente sus averias con toda la destreza marítima, no habría podido menos de admirarse."
Murature se convirtió en el nuevo comandante de la escuadra y la Santa Clara continuó en servicio bajo los mandos sucesivos de los capitanes Pedro Carreras y Luis Cuirolo. En 1854 se incendió en la Boca del Cambado permaneciendo en ese punto al mando ocasional del teniente José María Manzano hasta su hundimiento.
El 26 de mayo de 1857 el gobierno porteño envió una nueva goleta de igual nombre a que recuperara los restos de su homónima. El 17 de septiembre dichos restos se vendieron al subdelegado de San Fernando en 200$.